# 李國強 (工團)
李國強是前港九工團聯合總會主席，曾參戰區議會選舉油尖旺京士柏選區。在2012年南丫島撞船事件調查委員會研訊出任證人。在1980年代開始加入工會任青年義務工作，受父親影響。2000年當選該會主席。幾十年支持台灣國民黨，香港回歸後，成為中華人民共和國香港特區、反共、親中華民國派（親台派）。

## 事件
李國強被香港航業海員合併工會財務主任戚本倫指控，協助已故前理事長歐陽森，5年內挪用工會資金千萬港元。

## 外參考
1. ↑  . 2007-06-19  [2021-10-12]. （原始内容存档于2019-06-07） （英国英语）.
2. ↑  . 太陽報.   [2021-10-12]. （原始内容存档于2018-10-05） （中文（香港））.